# John Horton Conway
John Horton Conway (Liverpool, 1937. december 26. – New Brunswick, 2020. április 11.) brit matematikus. Kutatási területei közt volt a véges csoportok elmélete, a csomóelmélet, a számelmélet és a kombinatorikus játékelmélet, ő konstruálta meg a szürreális számokat, de különösen az általa feltalált életjáték kapcsán ismert. A COVID-19 világjárványnak esett áldozatul.